# Великий стамбульський автовокзал
41°02′24″ пн. ш. 28°53′39″ сх. д. / 41.03987° пн. ш. 28.89413° сх. д.
Великий стамбульський автовокзал (тур. Büyük İstanbul Otogarı) або Автовокзал Есенлер (тур. Esenler Otogarı) — центральний і найбільший автовокзал в Стамбулі, що здійснює міжміські перевезення. Розташований в районі Байрампаша, проте названий за сусіднім районом Есенлер.

## Історія
В 1980-х роках через збільшення пасажирських приміських та міжміських автобусних перевезень автовокзал Топкапи в Стамбулі перестав справлятися з пасажиропотоком та відкриттям нових маршрутів. Тому наприкінці 1987 було прийнято рішення про будівництво у місті ще одного автобусного вокзалу, за сучасним проектом, який зміг би обслуговувати одночасно декілька десятків міжміських і приміських автобусних маршрутів. Для цього у районі Байрампаша було розпочато будівництво. Автовокзал, який отримав назву «Великий стамбульський автовокзал», було здано в експлуатацію в 1994 році. Вартість будівництва склала 140 млн доларів.

## Розташування
Будівля автовокзалу розташована в європейській частині Стамбула, в районі Байрампаша. Це найбільший автовокзал в південно-східній Європі та Туреччині, площею 242 000 м². Термінал має 324 платформи. Є маршрути, які прибувають і виїжджають практично у всі міста Туреччини. Є також маршрути в сусідні країни і у країни Європи.